# Purchena
Purchena este o municipalitate din provincia Almería, Andaluzia, Spania, cu o populație de 1.650 locuitori.